# Ipomoea dumosa
Ipomoea dumosa là một loài thực vật có hoa trong họ Bìm bìm. Loài này được (Benth.) L.O. Williams mô tả khoa học đầu tiên năm 1970.